# Scharfer Glanz-Täubling
Der Scharfe Glanz-Täubling (Russula firmula, Syn.: Russula transiens) ist ein Pilz aus der Familie der Täublingsverwandten.  Er hat einen sehr variabel gefärbten Hut, schmeckt sehr scharf und hat mit das dunkelste Sporenpulver unter allen europäischen Täublingsarten. Typisch ist sein fruchtiger Geruch, der ein wenig an zerriebene Geranienblätter erinnert. Er ist oft nur schwer von nah verwandten Arten abzugrenzen. Zudem wird die Art von verschiedenen Autoren unterschiedlich interpretiert.

## Merkmale

### Makroskopische Merkmale
Der elastische Hut ist 3–6 (–8) cm breit, zuerst konkav und später abgeflacht. Die Huthaut (Pileipellis) ist glatt, mäßig glänzend und nur jung und bei Feuchtigkeit leicht schmierig, sonst eher matt. Der sehr variabel gefärbte Hut ist überwiegend braun violett gefärbt. Das Spektrum reich aber von weinrot-violett über bläulich-grau und fleischrötlich bis hin zu kupferrot. Die Mitte ist meist dunkler und oft auch olivbraun gefärbt. Der Rand ist stumpf und lange Zeit glatt, erst im Alter kann er auch kurz gerieft sein.
Die 4–6 mm hohen Lamellen sind bisweilen gegabelt, frei oder am Stiel angeheftet. Sie sind jung blass cremefarben und färben sich später ocker- bis goldgelb. Häufig haben sie auch eine orangefarbene Tönung. Das Sporenpulver ist satt dottergelb gefärbt (IVde nach Romagnesi).
Der der rein weiße Stiel ist 2–4 (–6) cm lang und 0,7–1,1 (–1,5) breit. An der Basis kann er auch leicht ocker-gelblich oder rostfleckig werden. Nur selten ist er im Alter auch etwas gräulich. Der anfangs volle Stiel wird im Alter teilweise hohl. Er ist fast keulig oder mehr oder weniger bauchig geformt und manchmal leicht deformiert oder runzelig.
Das Fleisch ist weiß bis leicht gelblich und bleibt lange fest. Der Geschmack ist langsam, aber merklich scharf bis sehr scharf, die Schärfe vergeht aber bald wieder. Alte und welke Exemplare können ihre Schärfe auch ganz verlieren. Der Geruch ist stark und angenehm. Das Fleisch riecht ähnlich wie beim Ockerblättrigen Zinnober-Täubling (R. pseudointegra) oder nach Geranienblättern oder Äpfeln. Mit FeSO4 verfärbt sich das Fleisch rosa, flachsfarben oder braungrau. Die Guajakreaktion ist positiv, aber die Verfärbung ist oft nur schwach und entwickelt sich nur sehr langsam.

### Mikroskopische Merkmale
Die Sporen sind 8–11 (–13) µm lang und 8–8,5 (–12) breit und tragen fast durchweg isoliert stehende Warzen, die nur selten durch feine Linien teilweise netzig verbunden sind. Die Warzen sind stachelig, lang und dünn und bis zu 0,5 µm hoch. Die Basidien sind 45–52 µm lang und 11–13 µm breit und tragen wie bei den meisten Täublingen vier Sterigmen. Die Pleurozystiden sind 65–90 µm lang und 8,5–10(–13) µm breit. Meist sind sie zylindrisch bis spindelförmig, aber oft auch appendikuliert.
Die Huthaut (Epikutis) enthält zahlreiche, 6–9 (–15) breite Pileozystiden, deren Enden variabel geformt sind, sie sind zylindrisch bis keulig und 0–2 (3)-septiert. Die Huthaut-Hyphen-Endzellen sind 2,7–4 µm breit, hier und da kommen auch lange Primordialhyphen vor, die aber auch fehlen können. In der Huthaut lassen sich Vakuolenpigmente, aber keine Membranpigmente nachweisen.

## Artabgrenzung
Sehr ähnlich ist der Scharfe Braun-Täubling (Russula adulterina), der ebenfalls in Gebirgsnadelwäldern vorkommt. Er ist in der Regel etwas größer, der Hutdurchmesser beträgt 8–10 cm, und auch die sehr heterogenen Sporen sind zumindest statistisch gesehen etwas größer (8–12 (–15) × 10–11,5).
Eine weitere ähnliche Art ist der Grüne Dotter-Täubling (Russula urens), der heute meist nur noch als Varietät des Purpurbraunen Dotter-Täublings angesehen wird. Dessen Hutrand ist von Anfang an deutlich gerieft oder gefurcht und sein Geruch ist schwach oder fehlt ganz.

## Ökologie
Der Scharfe Glanz-Täubling ist wie alle Täublinge ein Mykorrhizapilz, der vor allem mit verschiedenen Nadelbäumen eine symbiontische Beziehung eingeht. Sein wichtigster Wirtsbaum ist die Fichte. Er kann aber auch in seltenen Fällen eine Partnerschaft mit Tannen oder Kiefern eingehen.
Man findet den Täubling in Bergnadelwäldern, gern auf Kalkböden. Er kommt aber auch in Waldmeister-Buchenwäldern unter eingestreuten Fichten oder in Labkraut-Tannenwäldern sowie in den entsprechenden Fichtenforsten vor. Gelegentlich kann man ihn auch in Hainbuchen-Eichenwäldern finden.
Der Täubling mag frische, alkalische bis neutrale, basenreiche Böden und besonders Mull-Rendzinen und Braunerden über Kalkstein, Kalksanden, Mergeln und basisch verwittertem Tiefengestein. Die Fruchtkörper erscheinen zwischen Ende Juli und Oktober im Hügel- oder Bergland. Im Tiefland scheint die Art fast vollständig zu fehlen.

## Verbreitung

Europäische Länder mit Fundnachweisen des Scharfen Glanz-Täublings.
Legende:
Länder mit Fundmeldungen
Länder ohne Nachweise
keine Daten
außereuropäische Länder

Der Scharfe Glanz-Täubling ist eine rein europäische Art, die außer in Europa nur noch auf den Kanaren vorkommt.
In Deutschland fehlt der Täubling im gesamten Norddeutschen Tiefland sowie im Saarland und tritt lediglich in Bayern und Baden-Württemberg gebietsweise häufiger auf. In den Alpen und im Schwarzwald ist die Art häufig, sonst zerstreut bis selten. In Österreich ist die Art weit verbreitet und fehlt nur in Gebieten über 1300 m Meereshöhe und in Ostösterreich.

## Systematik
Die Art Russula firmula wird von verschiedenen Autoren unterschiedlich interpretiert. Russula firmula sensu Rayner (1985) ist Synonym zu Russula cuprea, dem Purpurbraunen Dottertäubling. Russula firmula Jul. Schäff. (1940) und M. Bons Auffassung von diesem Täubling sind Synonym zu Russula transiens (Singer) Romagn. (1967).

### Infragenerische Systematik
Der Scharfe Glanz-Täubling wird von Bon in die Untersektion Cupreinae gestellt, die ihrerseits innerhalb der Sektion Insidiosinae steht. Die Untersektion enthält meist kleine bis mittelgroße, mehr oder weniger scharf schmeckende Täublinge. Die Hüte sind farblich sehr variabel und am Rand meist deutlich gerieft. Das Sporenpulver ist intensiv gelb.

### Formen und Varietäten
Folgende Formen und Varietäten des Scharfen Glänztäublings wurden beschrieben:
| Varietät                        | Autor                     | Beschreibung |
| ------------------------------- | ------------------------- | --- |
| Russula firmula f. atropurpurea | (Allesch.) Sarnari (1998) | Der Hut ist 4–6 cm breit, leicht gebuckelt und später um den Buckel herum niedergedrückt. Er ist dunkel purpurrot gefärbt, in der Mitte fast schwärzlich und am Rande gerieft. Der Stiel ist 6–10 cm lang und innen schwammig. Die Lamellen sind am Stiel angeheftet und gelb. |
| Russula firmula var. ocellata   | Romagn. (1953)            | Der Hut ist etwa 5 cm breit und violett bis bräunlich verfärbt, in der Mitte mehr olivfarben. Die glänzende Huthaut ist bis zur Hälfte abziehbar. Die Lamellen sind ockerfarben, der Stiel weiß im Alter mit einem gräulichen Ton und mehr oder weniger hohl. Das zuerst milde Fleisch schmeckt nach einiger Zeit ein wenig scharf. Sporenpulver ist dunkelgelb (IVD). Der Täubling kommt in Bergmischwäldern vor. |

## Bedeutung
Der Scharfe Glanz-Täubling ist wie alle Täublinge aus der Untersektion Cupreinae nicht essbar und zumindest roh leicht giftig.